# Ischnothyreus
Ischnothyreus is een geslacht van spinnen uit de  familie van de Oonopidae (dwergcelspinnen).

## Soorten
- Ischnothyreus aculeatus (Simon, 1893)
- Ischnothyreus bipartitus Simon, 1893
- Ischnothyreus browni Chickering, 1968
- Ischnothyreus campanaceus Tong & Li, 2008
- Ischnothyreus darwini Edward & Harvey, 2009
- Ischnothyreus deccanensis Tikader & Malhotra, 1974
- Ischnothyreus falcatus Tong & Li, 2008
- Ischnothyreus flagellichelis Xu, 1989
- Ischnothyreus hanae Tong & Li, 2008
- Ischnothyreus indressus Chickering, 1968
- Ischnothyreus khamis Saaristo & van Harten, 2006
- Ischnothyreus lanutoo Marples, 1955
- Ischnothyreus linzhiensis Hu, 2001
- Ischnothyreus lymphaseus Simon, 1893
- Ischnothyreus narutomii (Nakatsudi, 1942)
- Ischnothyreus pacificus Roewer, 1963
- Ischnothyreus peltifer (Simon, 1891)
- Ischnothyreus qianlongae Tong & Li, 2008
- Ischnothyreus serpentinum Saaristo, 2001
- Ischnothyreus shillongensis Tikader, 1968
- Ischnothyreus subaculeatus Roewer, 1938
- Ischnothyreus velox Jackson, 1908
- Ischnothyreus vestigator Simon, 1893
- Ischnothyreus yueluensis Yin & Wang, 1984